# Tawar Sedenge
Tawar Sedenge is een bestuurslaag in het regentschap Bener Meriah van de provincie Atjeh, Indonesië. Tawar Sedenge telt 1096 inwoners (volkstelling 2010).